# Ajapsandali
Ajapsandali är en maträtt som härstammar från Georgien och Armenien. Rätten är även populär i Nordkaukasus.
Maträtten görs på tomat, paprika, aubergine och lök som steks eller kokas i vegetabilisk olja och kryddas med vitlök, basilika, persilja och koriander. Ibland används även morötter, potatis, chili och zucchini i rätten.